# Sofia Boutella
Sofia Boutella (in arabo صوفيا بوتلة‎?; Algeri, 6 aprile 1982) è un'attrice e ballerina algerina naturalizzata francese.

## Carriera
Nasce a Bab El Oued, un quartiere periferico di Algeri, il 3 aprile del 1982, figlia del compositore e pianista jazz Safy Boutella e di madre architetta. Studia danza classica dall'età di 5 anni, fino a quando nel 1992, all'età di 10 anni, si trasferisce con la famiglia in Francia, dove inizia a praticare ginnastica ritmica, arrivando all'età di 18 anni nella squadra nazionale. Contemporaneamente studia danza hip hop e partecipa ad alcuni spot pubblicitari e film. Viene notata da Madonna, che le offre di apparire in alcuni suoi video e di esibirsi al Confession Tour. La sua consacrazione artistica arriva grazie ad una partecipazione a uno spot di 60 secondi di Nike Women del 2005, a cui segue la campagna pubblicitaria per l'automobile Mazda 2; si è esibita anche durante i concerti di Jamiroquai e Rihanna. Nel 2011 è la protagonista del video musicale di Hollywood Tonight, singolo postumo dello scomparso re del Pop, Michael Jackson.
Nel 2012 entra a fare parte del cast di StreetDance 2, sequel di StreetDance 3D, ricoprendo il ruolo della ballerina Eva; nel 2014 veste i panni della letale spia Gazelle nel film Kingsman - Secret Service, a fianco di Colin Firth, Samuel L. Jackson e Michael Caine. Nel 2016 interpreta Jaylah in Star Trek Beyond, tredicesima pellicola della saga. Nel 2017 recita dapprima accanto a Tom Cruise nel film La mummia interpretando la malvagia Principessa Egizia Ahmanet, poi in Atomica bionda affiancata da Charlize Theron nel ruolo di Delphine Lasalle. Nel 2018 interpreta la sagace assassina Nice nel film Hotel Artemis, affiancando Jodie Foster e Jeff Goldblum. Recita in seguito nel telefilm targato HBO Fahrenheit 451, al fianco di Michael Shannon. Sempre nel 2018 è protagonista del controverso film horror di Gaspar Noé Climax.
Nel 2023 è protagonista, nel ruolo di Kora, nel film Rebel Moon - Parte 1: Figlia del fuoco, ruolo che riprende nel 2024 nel sequel Rebel Moon - Parte 2: La sfregiatrice.

## Filmografia

### Attrice

#### Cinema
- Le défi, regia di Blanca Li (2002)
- StreetDance 2, regia di Max Giwa e Dania Pasquini (2012)
- Kingsman - Secret Service (Kingsman: The Secret Service), regia di Matthew Vaughn (2014)
- Monsters: Dark Continent, regia di Tom Green (2014)
- Jet Trash, regia di Charles Henri Belleville (2016)
- Star Trek Beyond, regia di Justin Lin (2016)
- Tiger Raid, regia di Simon Dixon (2016)
- La mummia (The Mummy), regia di Alex Kurtzman (2017)
- Atomica bionda (Atomic Blonde), regia di David Leitch (2017)
- Hotel Artemis, regia di Drew Pearce (2018)
- Climax, regia di Gaspar Noé (2018)
- Settlers - Colonia Marziana (Settlers), regia di Wyatt Rockefeller (2021)
- Prisoners of the Ghostland, regia di Sion Sono (2021)
- Rebel Moon - Parte 1: Figlia del fuoco (Rebel Moon - Part One: A Child of Fire), regia di Zack Snyder (2023)
- Argylle - La super spia (Argylle), regia di Matthew Vaughn (2024)
- Rebel Moon - Parte 2: La sfregiatrice (Rebel Moon - Part Two: The Scargiver), regia di Zack Snyder (2024)
- The Killer's Game, regia di J.J. Perry (2024)

#### Televisione
- Il commissario Cordier (Les Cordier, juge et flic) - serie TV, 1 episodio (2004)
- Permis d'aimer, regia di Rachida Krim - film TV (2005)
- Fahrenheit 451 – film TV, regia di Ramin Bahrani (2018)
- Modern Love - serie TV (2019)
- Cabinet of Curiosities - serie TV (2022)
- SAS: Rogue Heroes serie TV (2022-in corso)

### Doppiatrice
- Azur e Asmar, regia di Michel Ocelot (2006)

## Doppiatrici italiane
Nelle versioni in italiano delle opere in cui ha recitato, Sofia Boutella è stata doppiata da:
- Gaia Bolognesi in La mummia, Modern Love, Cabinet of Curiosities, Argylle - La super spia, The Killer's Game
- Ilaria Latini in Kingsman - Secret Service, Star Trek Beyond, Settlers - Colonia marziana
- Letizia Scifoni in Fahrenheit 451, Rebel Moon - Parte 1: Figlia del fuoco, Rebel Moon - Parte 2: La sfregiatrice
- Valentina Favazza in StreetDance 2
- Camille Thiebaut in Atomica bionda
- Domitilla D'Amico in Hotel Artemis
- Jessica Bologna in Climax
- Gianna Gesualdo in Prisoners of the Ghostland

Da doppiatrice è sostituita da:
- Chiara Colizzi in Azur e Asmar